# Фукар
Фукар (фр. Foucart) насеље је и општина у северној Француској у региону Горња Нормандија, у департману Приморска Сена која припада префектури Авр.
По подацима из 2011. године у општини је живело 355 становника, а густина насељености је износила 82,94 становника/km². Општина се простире на површини од 4,28 km². Налази се на средњој надморској висини од 140 метара (максималној 149 m, а минималној 128 m).

## Демографија
| 1962. | 1968. | 1975. | 1982. | 1990. | 1999. | 2011. |
| ----- | ----- | ----- | ----- | ----- | ----- | ----- |
| 218   | 264   | 273   | 301   | 306   | 318   | 355   |

График промене броја становника у току последњих година